# Ешлі-Гайтс (Північна Кароліна)
Ешлі-Гайтс (англ. Ashley Heights) — переписна місцевість (CDP) в США, в окрузі Гоук штату Північна Кароліна. Населення — 301 особа (2020).

## Географія
Ешлі-Гайтс розташоване за координатами 35°5′24″ пн. ш. 79°22′26″ зх. д. / 35.09000° пн. ш. 79.37389° зх. д. (35.090061, -79.373791).  За даними Бюро перепису населення США в 2010 році переписна місцевість мала площу 5,75 км², уся площа — суходіл.

## Демографія
Згідно з переписом 2010 року, у переписній місцевості мешкало 380 осіб у 142 домогосподарствах у складі 98 родин. Густота населення становила 66 осіб/км².  Було 154 помешкання (27/км²).
Расовий склад населення:
| - 56,8 % — білих - 21,8 % — чорних або афроамериканців - 12,6 % — корінних американців - 3,9 % — осіб інших рас |

До двох чи більше рас належало 4,7 %. Частка іспаномовних становила 9,5 % від усіх жителів.
За віковим діапазоном населення розподілялося таким чином: 25,3 % — особи молодші 18 років, 63,6 % — особи у віці 18—64 років, 11,1 % — особи у віці 65 років та старші. Медіана віку мешканця становила 38,6 року. На 100 осіб жіночої статі у переписній місцевості припадало 100,0 чоловіків;  на 100 жінок у віці від 18 років та старших — 98,6 чоловіків також старших 18 років.
Середній дохід на одне домашнє господарство  становив 45 388 доларів США (медіана — 35 000), а середній дохід на одну сім'ю — 52 493 долари (медіана — 39 028). За межею бідності перебувало 9,9 % осіб, у тому числі 23,7 % дітей у віці до 18 років та 0,0 % осіб у віці 65 років та старших.
Цивільне працевлаштоване населення становило 164 особи. Основні галузі зайнятості: освіта, охорона здоров'я та соціальна допомога — 32,9 %, мистецтво, розваги та відпочинок — 20,1 %, транспорт — 9,1 %, роздрібна торгівля — 8,5 %.